# Komádi
Komádi (în română Comad) este un oraș în districtul Berettyóújfalu, județul Hajdú-Bihar, Ungaria, având o populație de 5.923 de locuitori (2011). 

## Demografie
Componența etnică a orașului Komádi
     Maghiari (91,03%)
     Romi (8,36%)
     Necunoscut (0,23%)
     Alții (0,38%)
Componența confesională a orașului Komádi
     Reformați (36,25%)
     Fără religie (22,57%)
     Romano-catolici (4,78%)
     Necunoscută (34,97%)
     Alte religii (2,04%)
Conform recensământului din 2011, orașul Komádi avea 5.923 de locuitori. Din punct de vedere etnic, majoritatea locuitorilor (91,03%) erau maghiari, cu o minoritate de romi (8,36%). Apartenența etnică nu este cunoscută în cazul a 0,23% din locuitori. Nu există o religie majoritară, locuitorii fiind reformați (36,25%), persoane fără religie (22,57%) și romano-catolici (4,78%). Pentru 34,97% din locuitori nu este cunoscută apartenența confesională.